# Lao Gan Ma
Lao Gan Ma (老乾媽T, 老干妈S, Lǎo gān māP, lett. "vecchia madrina"; scritto anche Laoganma) è una marca di salse al peperoncino prodotte in Cina. La salsa è prodotta dalla Laoganma Special Flavor Foodstuffs Company, fondata nel 1997. Tao Huabi, originaria della provincia di Guizhou, ne avviò la produzione nell'agosto del 1996, impiegando a quel tempo 40 persone in un'officina. Ogni giorno vengono prodotte 1,3 milioni di bottiglie di salsa, che vengono distribuite nel mercato cinese e in oltre 30 altri paesi. Tao Huabi è proprietaria dell'azienda e suo figlio Li Guishan è diventato il primo presidente della stessa. Secondo la rivista Women of China, nel gennaio 2011 il patrimonio dell'azienda ammontava a 1,3 miliardi di yuan (190 milioni di dollari) e possedeva 2.000 dipendenti. Alla Lao Gan Ma viene dato il merito di aver reso popolare l'olio di peperoncino cinese e i condimenti croccanti imbevuti in esso nel mondo occidentale, ispirando molti condimenti e salse a base di peperoncino della cucina sino-statunitense.

## Produzione

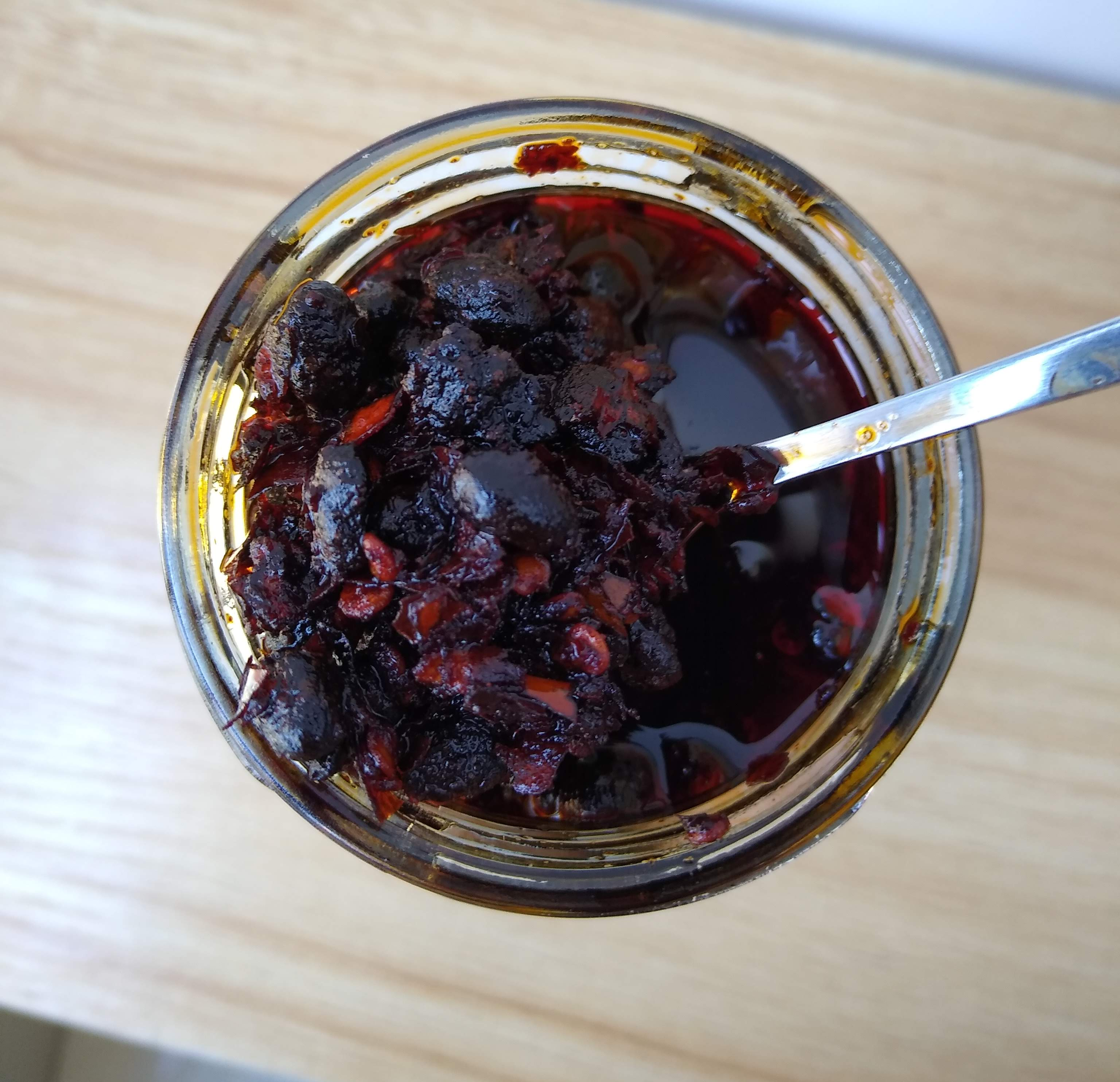
Un barattolo di Lao Gan Ma

L'azienda produce svariate salse con diversi aromi, come ad esempio la salsa chili croccante, la salsa all'olio piccante con fagioli neri, la salsa ai peperoncini fritti, la salsa piccante e la pasta di fagioli piccante, tra le altre. I prodotti Lao Gan Ma sono a base di salse al peperoncino tradizionali che si trovano nella cucina del Guizhou.
Il 25 febbraio 2015, a causa della mancata dichiarazione della presenza di arachidi nelle salse, forieri di forti reazioni allergiche, la Tek Shing Trading PTY, azienda importatrice della Lao Gan Ma in Australia, ha ritirato tutti i prodotti che contenevano arachidi nel Nuovo Galles del Sud e promesso un rimborso agli acquirenti.
In Cina vi è una larga proliferazione di prodotti contraffatti simili alla Lao Gan Ma, alla quale l'azienda ha risposto fondando una filiale di imprese private di terze parti. La contraffazione è dovuta al rifiuto del governo cinese di concedere la registrazione del marchio alle aziende secondarie. Dopo che la richiesta del marchio è stata respinta, sono state reperite oltre 50 aziende contraffattrici del marchio Lao Gan Ma. La registrazione del marchio è stata successivamente approvata nel 2003 dopo una lunga causa contro un falsario nella provincia dello Hunan.
Nella città di Changmingzhen (昌明镇), nella Contea di Guiding, parte della prefettura autonoma buyei e kiao di Qiannan, è stata aperta una fabbrica della Lao Gan Ma durante la pandemia di COVID-19 in Cina.